# Guillaume d'Autriche
Guillaume dit l'Ambitieux, né vers 1370 à Vienne et mort le 15 juin 1406 dans la même ville, est un prince de la maison de Habsbourg, fils du duc Léopold III d'Autriche et de Viridis Visconti. Un membre de la lignée léopoldinienne de la dynastie, il fut duc d'Autriche à partir de 1386 régnant sur l'Autriche intérieure (les duchés de Styrie, de Carinthie et de Carniole), le Tyrol et des possessions souabes de l'Autriche antérieure jusqu'à sa mort.

## Origine
Guillaume est le fils aîné de Léopold III de Habsbourg (1351-1386), duc d'Autriche, et de son épouse Viridis (1350-1414), fille de Barnabé Visconti, seigneur de Milan. En 1376, il est fiancé à Hedwige d'Anjou, fille de Louis Ier, roi de Hongrie et de Pologne, âgée de 4 ans. Dix ans plus tard, toutefois, Hedwige ayant été désignée comme successeur de son père en Pologne, elle doit rompre ses fiançailles sur demande de la Diète polonaise pour épouser Ladislas II Jagellon, grand-duc de Lituanie. 
Guillaume épouse en 1401 la cousine de Hedwige, Jeanne (1373-1435), sœur du roi Ladislas de Naples, mais il meurt dès 1406 sans laisser de descendance.

## Règne
Après la mort de son père à la bataille de Sempach, le 8 juillet 1386, Guillaume était déjà majeur. Néanmoins, il doit accepter de reconnaître que son oncle Albert III a d'abord assumé la tutelle et la domination sur tous les pays autrichiens, ne respectant pas ainsi les dispositions du traité de Neuberg conclu avec son frère en 1379. 
À la suite du décès de son oncle, en 1395, Guillaume pour sa part revendique le rôle de chef de famille invoquant les stipulations du Privilegium Maius. Cela conduit au conflit avec son cousin le duc Albert IV, fils d'Albert III, soutenu par l'aristocratie en Autriche. Le 22 septembre, les deux princes ont conclu un accord en vertu duquel Guillaume résidant à la Hofburg de Vienne conjointement avec son cousin régna sur l'Autriche intérieure (Styrie, Carinhtie et Carniole), tandis que son frère cadet Léopold IV devint co-régent dans le comté de Tyrol et l'Autriche antérieure.